# Lingua franca
Et lingua franca er et fælles sprog, der benyttes til kommunikation mellem mennesker og udtrykket lingua franca anvendes især om det, der er fremmedsprog for begge parter.
For eksempel er engelsk lingua franca i størstedelen af det videnskabelige miljø. Tidligere var fransk lingua franca blandt diplomater, mens mange begreber fra handels- og købmandsverden er af tysk eller italiensk oprindelse. I middelalderen var latin det internationale sprog i vesten, der havde status som lingua franca, mens persisk havde status af lingua franca i området fra Sydøsteuropa til Sydvestasien.
Engelsk kaldes også det nutidige globalsprog, men det er ikke nødvendigvis det samme som lingua franca, for efterhånden kan et stadigt større antal mennesker have globalsproget som deres primære sprog, samtidig med at små sprog uddør. Men hvis globalsproget er ens modersmål, har man det ikke som lingua franca.
| Sprog | Spire Denne artikel om sprog er en spire som bør udbygges. Du er velkommen til at hjælpe Wikipedia ved at udvide den. |